# Fernando Torres y Portugal
Fernando de Torres y Portugal y Mesía Venegas y Ponce de León (Villardompardo, Jaén, ? - Jaén, 18 de octubre de 1592) fue un noble y administrador colonial español. Miembro de una antigua estirpe de la región de Jaén y descendiente de la familia real portuguesa, fue Señor de Villardompardo y Escañuela y, luego, I Conde de Villardompardo. Fue además alférez mayor de Jaén, corregidor de Asturias y de Salamanca, asistente de Sevilla (1578 – 1583) y virrey del Perú (1585 - 1589).

## Biografía
Sancho Fortuniones es el primer señor de Torres otorgado en 936 por contraer matrimonio con la infanta, hija del Rey García de Navarra. Bernardino es señor de Villardompardo, padre del I conde de Villardompardo, y casa con doña María Mesía-Carrillo y Ponce de León. Natural de Jaén, por lado paterno fue heredero de la antigua Casa de Torres de Navarra, que se entroncó con la nobleza portuguesa.
La casa de Torres poseía tierras en Jaén, Álava y Burgos así como en Navarra. Abarcaba en Jaén las jurisdicciones de Villardompardo y Escañuela, tuvo su origen en Pedro Ruiz de Torres, adelantado de Cazorla y alcalde de los alcázares de Jaén, quien apoyó a Enrique II de Castilla en su lucha contra su hermano Pedro I. Victorioso Enrique II, no solo hizo Señor a Pedro Ruiz de Torres, sino que le concedió importantes privilegios (1371), que fueron acrecentándose con el correr del tiempo. Entre esos privilegios se hallaban el derecho al cobro del estanco de tintes, tenerías, alabardería y jabón de la ciudad de Jaén.
Pedro Ruiz de Torres casó con Isabel Méndez de Biedma y con ella tuvo a Fernando Ruiz de Torres. Este a su vez se casó con Inés de Solier y tuvo cuatro hijos: Pedro, Carlos, Juan y María. El primero murió sin descendencia, por lo que el señorío pasó a Carlos de Torres. Este se casó con Guiomar Carrillo, con quien tuvo a Teresa de Torres y Carrillo, que llegó a ser señora de Villardompardo. Los señores de Villardompardo se entroncaron con la nobleza portuguesa a través del matrimonio de María de Torres de Navarra y Solier con Fernando de Portugal, hijo del infante don Dionisio de Portugal, señor de Cifuentes. De esta unión nació Dionis de Torres y Portugal, quien asumió el señorío de Villardompardo a falta de los herederos mayores, y fue el bisabuelo de nuestro biografiado, Fernando de Torres y Portugal.
Del lado materno provenía de la ilustre Casa de Messía Carrillo (señores de La Guardia y Santofimia), beneficiada también con muchos privilegios adquiridos en tiempos medievales.
Fernando de Torres y Portugal acrecentó su posición con el cargo honorífico de alférez mayor de Jaén, que el rey le otorgó a perpetuidad. Dicha investidura le hacía jefe de las milicias, guardián de las llaves de la ciudad, portador del pendón y uno de los pocos privilegiados que podían entrar en el cabildo con la espada al cinto. No se conocen más detalles acerca de su juventud y formación intelectual.

## Primeros servicios a la Corona
Su primer escalón en su ascendente carrera administrativa fue como corregidor en el principado de Asturias, y posteriormente en Salamanca, de 1565 a 1568. Su buen desempeño en ambos lugares y sus influencias en la corte hicieron que el 30 de abril de 1576 se le concediera el título de conde del Villardompardo y que en septiembre de 1578 se le nombrara asistente de Sevilla. Este último cargo era muy importante, similar al de corregidor: como representante del poder central y cabeza de la corporación municipal, acaparaba multitud de atribuciones: militares y civiles, ejecutivas, legislativas e incluso judiciales.
La labor que realizó como asistente en Sevilla, de 1578 a 1583, la conocemos gracias a una relación que él mismo escribió: «Relación de las cosas en que el conde del Villar, asistente que fue de Sevilla, sirvió a Su Majestad en cinco años o casi que tuvo el oficio». Esta relación ha sido estudiada por Antonio Domínguez Ortiz, quien destaca algunos aspectos interesantes de la gestión del conde del Villar, de los que mencionamos algunos:
- Se mostró muy preocupado por los problemas hacendísticos: aumentó los almojarifazgos e intentó obtener cuantiosos donativos y empréstitos para auxiliar al rey.
- Durante la guerra con Portugal brindó todo su apoyo a las tropas que iban y regresaban del frente de lucha: alojó en Sevilla a gran número de soldados con cargo a su cuenta, asistió a los enfermos y heridos, y formó tres compañías.
- Tomó prevenciones para reprimir el levantamiento de los moriscos.
- Intervino en el traslado de los cuerpos de los príncipes a la nueva capilla real.

No faltaron, sin embargo, enfrentamientos con la Inquisición, un problema que volvería a tener posteriormente, estando ya en Perú. De todos modos, tras cinco años de gestión, esta fue muy valorada en el juicio de residencia que se le siguió al poco de culminarla, y fue fundamental para que se le designara como virrey del Perú. Ya para entonces era de edad muy madura

## Virrey del Perú
La muerte del virrey del Perú, Martín Enríquez de Almansa, tras un breve gobierno (1584), sorprendió al rey Felipe II, que se apresuró en buscarle sucesor. Se barajaron los nombres de varios candidatos, como el del marqués de Almazán, el de García Hurtado de Mendoza, el del conde de Miranda y marqués de Velada. Pero al rey no le satisfizo ninguno de estos. Fue propuesto entonces Lorenzo Suárez de Mendoza, conde de Coruña y Virrey de Nueva España, y hasta se llegó a extender su nombramiento, pero por razones desconocidas este quedó sin efecto. Surgieron entonces otros nombres, entre ellos el del conde del Villardompardo, quien fue finalmente el elegido por Felipe II, contra la opinión de sus consejeros, pues consideraban que su avanzada edad podría ser un impedimento para desempeñar a cabalidad su labor, como había sucedido con su antecesor. Según parece, pesó en el criterio del rey el buen desempeño del conde como asistente de Sevilla, particularmente su labor hacendística.
El 31 de marzo de 1584, en San Lorenzo de El Escorial, se suscribió la cédula que investía al conde del Villardompardo como virrey, gobernador y capitán general del Perú y presidente de la Real Audiencia de Lima. En octubre el flamante virrey se hizo a la vela en Sanlúcar de Barrameda con un numeroso cortejo de parientes y criados, entre los que se contaba su hijo Jerónimo de Torres y Portugal, su nieto Fernando de Torres, su sobrino Diego de Portugal y su hermano político Hernán Carrillo de Córdoba, este último capitán general de Mar y antepasado del ilustre José Baquíjano y Carrillo. Si bien apresuró su viaje, su mala salud lo obligó a prolongar algunas de sus etapas. Arribó a Panamá a principios del año siguiente y en mayo se embarcó para el Perú. Desembarcó en Paita el 11 de junio de 1585, continuó su viaje por tierra, y tras pasar por Piura y Trujillo, hizo su entrada solemne en Lima el 21 de noviembre de 1585.

## Obras y medidas de su gobierno
- Siguiendo las instrucciones que recibiera del rey, empezó por ordenar la administración de la Real Hacienda para incrementar la recaudación de las rentas y contribuir a los gastos que demandaban la preparación de la Armada Invencible y la guerra de Flandes. En tal sentido, un punto fundamental era reorganizar el sistema de explotación de las minas de plata de Potosí, basada en la mita minera, que no cumplía a cabalidad su objetivo. Sucedía que los indios rehuían cumplir con la mita, debido a lo gravoso y perjudicial que les resultaba tal oficio. El virrey dictó entonces medidas encaminadas a aliviar la situación de los mitayos u operarios, como el abaratamiento de los artículos de primera necesidad, la prohibición de emplear jornaleros en labores ajenas a la actividad minera, entre otras. Para velar por el cumplimiento de todas estas medidas, creó el cargo de protector de naturales, cargo que su sucesor los incorporaría a la Real Audiencia de Lima. Toda esta reforma, sumada al uso de la técnica de la amalgama con azogue, así como a los descubrimientos de nuevas minas de plata y azogue, hizo que la producción del metal argentífero aumentara sustancialmente. El virrey logró remitir a España en cuatro armadas la suma 4.905.937 pesos, según datos del contador López de Caravantes.
- Si bien al iniciarse en Potosí el beneficio de la plata mediante el azogue aumentó la producción, al mismo tiempo creció la demanda del último metal, pues buena parte de él se desperdiciaba por lo rudimentario del procedimiento. A fines de 1586, un minero, Carlos Corzo de Leca, empezó a hacer uso del hierro, llegando a economizar según un informe, nueve libras de azogue de diez que empleaban. El virrey se mostró al principio interesado en este nuevo procedimiento, pero luego decidió suspenderlo, ya que los gastos corrían a cuenta del Estado.

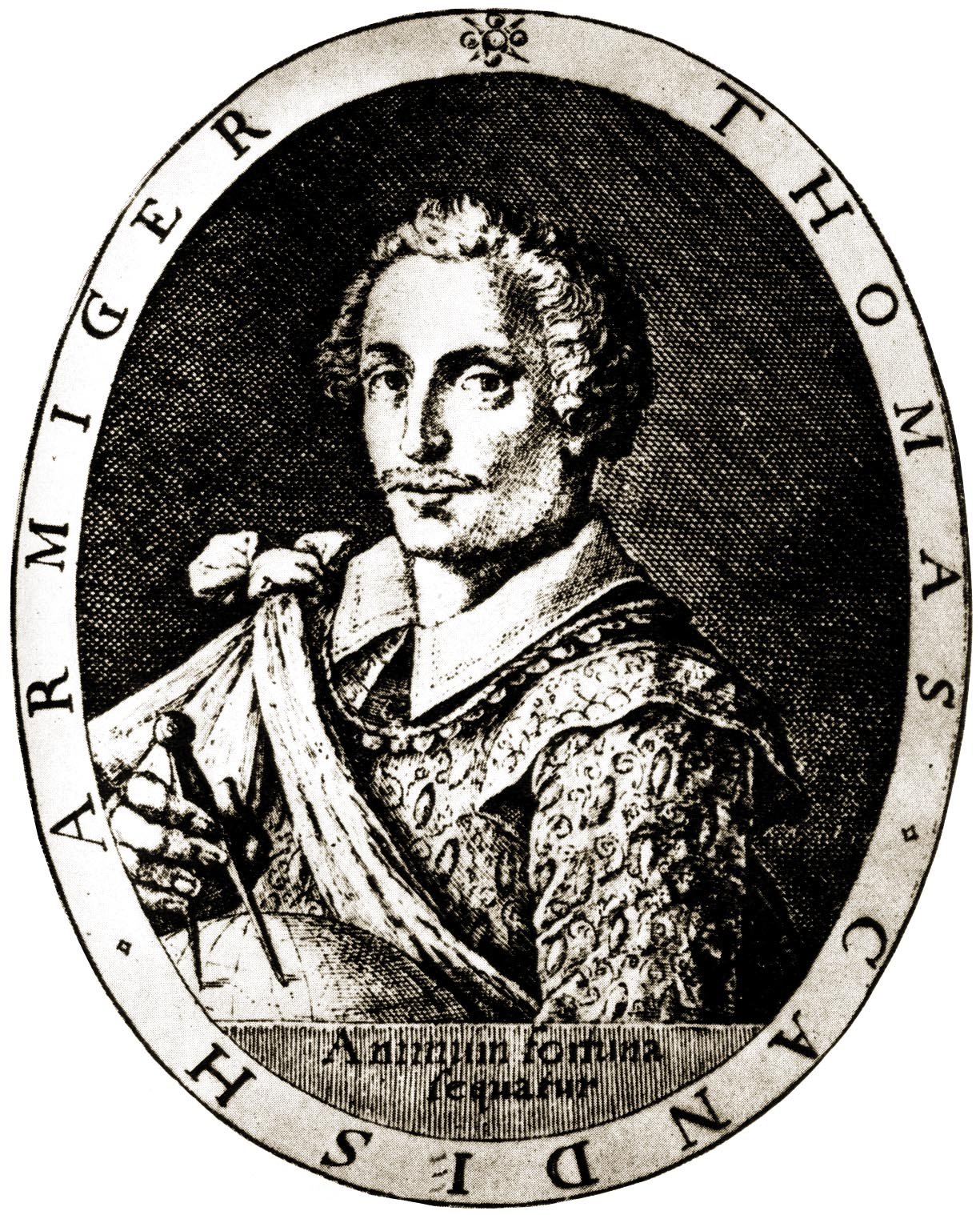
Thomas Cavendish, corsario inglés.

- En previsión de las incursiones de los piratas y corsarios ingleses, dispuso el armamento de algunos buques y la fundición de cañones para las defensas costeras, no obstante la escasez de maestros fundidores, así como del estaño y cobre necesario. Así fue posible enfrentar a la flota del almirante inglés Thomas Cavendish, que por esos años asoló las costas del Virreinato. Cavendish, llamado en las crónicas Tomás Candisk, zarpó de su país en 1586 con tres buques, y después de fundar Port Desire (actualmente Puerto Deseado, Argentina), cruzó el Estrecho de Magallanes en donde no encontró sino unos quince hombres en las poblaciones que fundara años antes Pedro Sarmiento de Gamboa, pues los demás habían muerto de hambre y de frío. Solo uno de ellos, llamado Tomé Hernández, fue recogido por Cavendish. Este entró al Pacífico efectuando depredaciones particularmente graves en Arica y Pisco (1587), y sin aproximarse al Callao, siguió hacia el norte, perseguidos por la Armada, que sin embargo no pudo darles caza. Los corsarios desembarcaron en Paita, a la que saquearon e incendiaron. Continuando su recorrido, Cavendish llegó a la isla de la Puná, donde sufrió una emboscada y perdió un barco y unos hombres; prosiguió luego hacia Machala, para enrumbar luego hacia Guatemala y México. Cerca de Acapulco abordó la Nao de China, bien cargado de mercaderías, botín con el que se dio por satisfecho y emprendió el retorno a su país.
- Una medida suya muy protestada fue la supresión en 1586 de los dos alcaldes ordinarios de Lima y su reemplazo por un corregidor elegido por él, que fue Francisco de Quiñones, esposo de Grimanesa de Mogrovejo (hermana del arzobispo Toribio de Mogrovejo). Esta situación se prolongó sólo hasta el fin de su virreinado, cuando el rey permitió que la ciudad recobrara su privilegio de elegir sus alcaldes.
- Otra de sus medidas polémicas fue incautar el dinero de las Cajas de comunidad, a fin de ayudar a la Corona en sus guerras europeas. Estas cajas, creadas por el virrey Toledo, existían en muchos corregimientos de indios y en ellas se depositaban los saldos de los tributos que pagaban los indios, así como los bienes de la comunidad, procedentes de las ventas de sus ganados o tierras, amén del salario que se dejaba de pagar a los corregidores al estar vacantes sus cargos. Estas cajas beneficiaban al indio, ya que del dinero de ellas se pagaba la tasa de los ausentes, enfermos e impedidos, o se la completaba, cuando por malas cosechas u otras causas no se podían satisfacer los tributos. Esta decisión perjudicó también a la Iglesia, beneficiara en parte de esos recursos y provocó las protestas del arzobispo de Lima Toribio de Mogrovejo.
- En cuanto al patronato real, destaca la fundación del monasterio de Santa Clara en Trujillo y del monasterio de frailes franciscanos en la villa de Oropesa, cercana a Huancavelica.
- Entre 1585 y 1589 una epidemia de viruela, sarampión o parotiditis se extendió desde el Cuzco hacia el norte, hasta llegara a la región Quito. El mal se cebó especialmente entre los indios que murieron por millares, sobre todo los muchachos, así como entre los negros esclavos. En Lima, solo en el Hospital de Santa Ana fallecían de 14 a 16 personas al día, en el lapso de dos meses. En total murieron en Lima unas 3000 personas, y en Quito fallecieron en el espacio de tres meses cerca de 4.000 personas. Por disposición del Virrey se establecieron varios hospitales en provincias, a fin de que los enfermos no fuesen alejados de sus pueblos. En 1588 otra epidemia se extendió por todo el virreinato; esta vez fue el tifus exantemático que apareció en Cartagena de Indias, desde donde se transmitió sucesivamente a Lima, Cuzco, Potosí y Chile, y afectó igualmente a la población indígena.

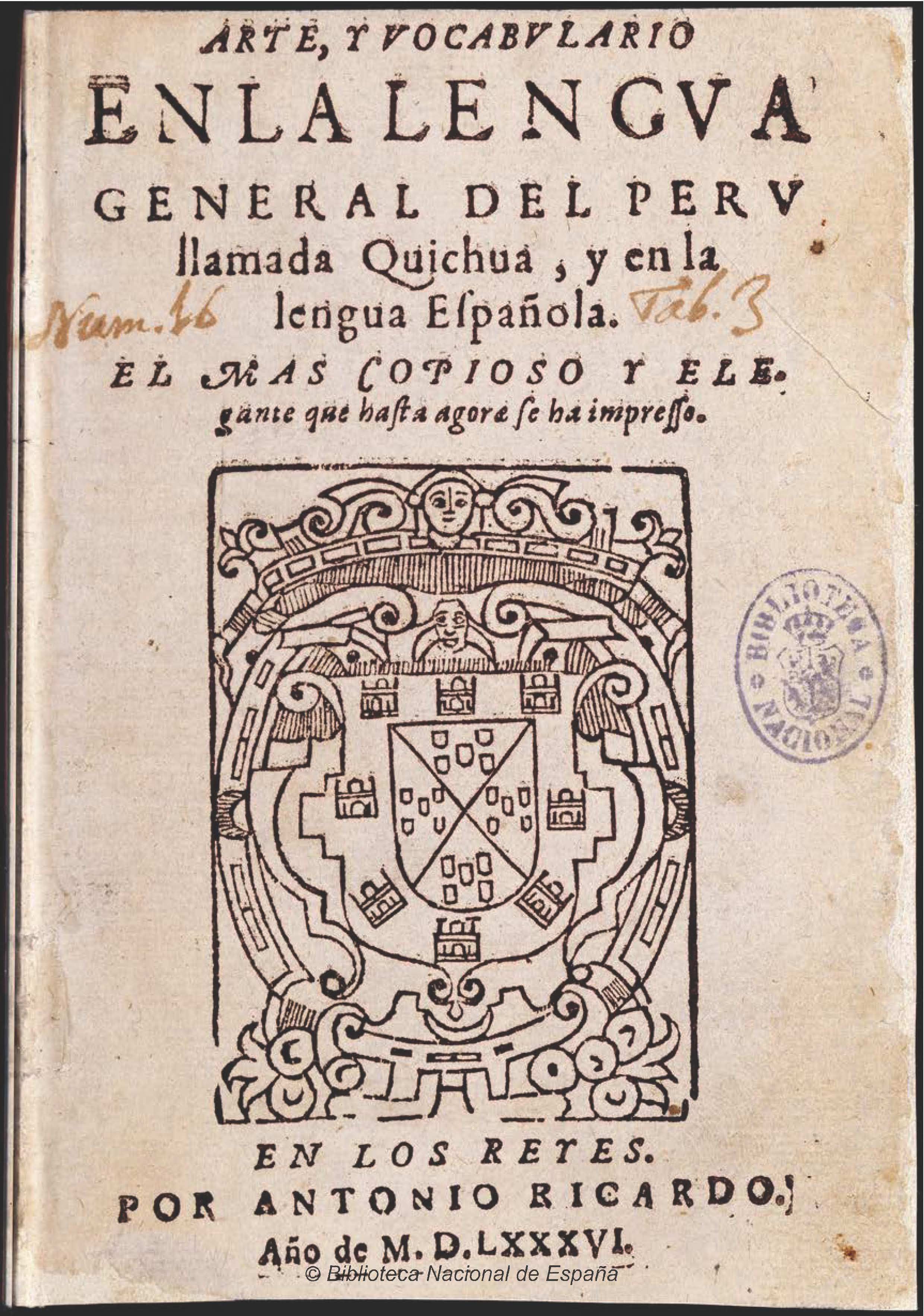
Portada del libro sobre el arte y vocabulario del quechua de 1586 impreso en Lima, con el escudo del virrey.

- El 9 de julio de 1586 un feroz terremoto acompañado de un maremoto asoló gran parte de la costa del Perú. Lima y el Callao sufrieron daños severos aunque no hubo mucha mortandad de personas. El Palacio de Gobierno quedó inhabitable y de inmediato el virrey dispuso la realización de las obras de reconstrucción, que puso a cargo de Pedro Fajardo.
- El virrey tuvo una relación antagónica con los dos inquisidores limeños, Antonio Gutiérrez de Ulloa y Juan Ruiz de Prado, que alcanzó un punto culminante cuando éstos le excomulgaron. Consideraba el conde del Villar que bajo el manto del Santo Oficio se cometían «muchas exorbitancias» en materia de justicia y que los inquisidores se inmiscuían excesivamente en los negocios de la gobernación.
- Le tocó presidir al virrey el cuarto auto de fe dispuesto por el Tribunal de la Inquisición de Lima y que tuvo lugar el 30 de noviembre de 1587. Fue quemado el flamenco Miguel del Pilar, acusado de ser hereje luterano. Otros 32 reos sufrieron penas leves. La nota llamativa fue que los inquisidores ocuparan un lugar preferente al del virrey, lo que originó que este fuera recriminado por el rey por haberlo permitido.
- Durante su virreinato se imprimió en Lima la obra Arte, y vocabulario en la lengua general del Perú llamada Quichua, y en la lengua Española: el más copioso y elegante que hasta agora se ha impresso en 1586, cuyo autor fue Antonio Ricardo. Hubo ediciones posteriores en Sevilla en 1603, y, de nuevo en Lima (1614), en impresión de Francisco del Canto.

## Escándalo y fin de su mandato

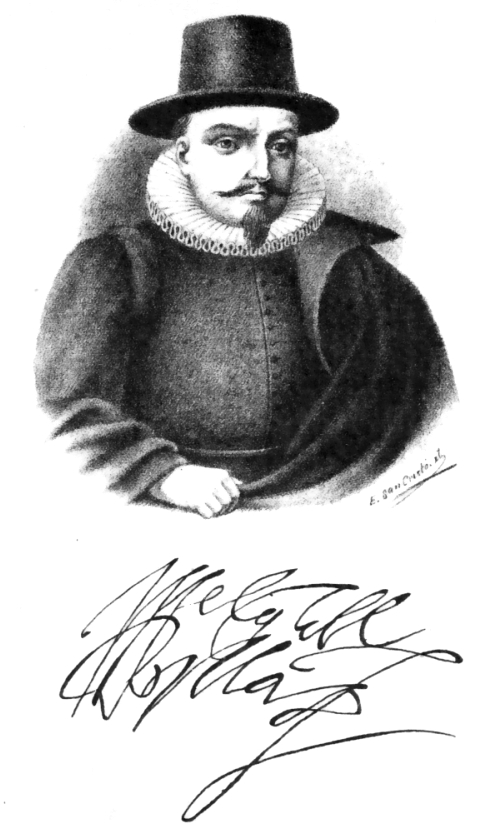
Fernando de Torres y Portugal, Conde de Villardompardo. Abajo, su rúbrica. Grabado de Evaristo San Cristóval.

La nota escandalosa del gobierno de este virrey fue sin duda las revelaciones que hizo el sevillano Juan Bello, secretario de gobernación, al hallarse arrestado por la Inquisición acusado de blasfemia. Bello puso al descubierto la conducta inmoral de los parientes cercanos del virrey, especialmente de su hijo Jerónimo y su sobrino Diego de Portugal, a quienes acusó de recibir dineros y obsequios a cambio de influir en las decisiones gubernativas; también dio a conocer el nulo respeto que ambos jóvenes tenían por la ley, así como sus galanteos y aventuras amorosas con señoras de la aristocracia limeña.
El desvelamiento de ese ambiente de inmoralidad motivó a la corte española a enviar un visitador general al Perú, que fue el licenciado Alonso Fernández de Bonilla. Sin embargo, el 25 de diciembre de 1589, antes de que llegara este emisario, el conde del Villardompardo entregó el mando a García Hurtado de Mendoza (hijo del que fuera III Virrey del Perú Marqués de Cañete). Luego se retiró a un convento de franciscanos en el pueblo de La Magdalena, y finalmente, emprendió viaje de retorno a España el 2 de mayo de 1590. Llegó a la península ibérica en 1592 y falleció ese mismo año en la ciudad de Sevilla.

Hombre fiel, discreto y bueno, Villar no sobresalió por sus dotes pero, en conjunto, nos le hacen apreciable. Ni las circunstancias ni el tiempo le permitieron realizar alguna obra señalada, pero podía alejarse del Perú satisfecho, porque había puesto lo mejor de su voluntad y de su inteligencia al servicio del Rey y de sus subordinados. Éste es su mejor elogio.
Rubén Vargas Ugarte

## Descendencia
Fernando fue casado en dos oportunidades: primero con Francisca de Carvajal Osorio, hija de los Señores de Jódar, y después, al quedar viudo, con María Carrillo de Mendoza. De ambos matrimonios tuvo una numerosa descendencia.

## Escritos
- Carta para los oficiales reales de Potosí, sobre minas y otras cosas.
- Carta al corregidor y oficiales reales de Potosí, y diligencias sobre el nuevo beneficio de los azogues descubierto por Carlos Corzo.

| Predecesor: Cristóbal Ramírez de Cartagena Presidente de la Audiencia | Virrey del Perú 1585 – 1589 | Sucesor: García Hurtado de Mendoza |